# 릭 반 너터
릭 반 너터(Frederick Allen Nutter, 1929년 5월 1일 ~ 2005년 10월 15일)는 미국의 배우, 각본가, 영화배우이다.
로스앤젤레스에서 태어났으며 웨스트팜비치에서 사망하였다. 사인은 심근 경색이다.

## 영화
- 호복 (1977년)
- 007 선더볼 작전 (1965년) - 펠릭스 레이터 역
- 로프 포 조이 (1960년)
- 스페이스 멘 (1960년)